# دانشنامه بزرگ نروژی
دانشنامه بزرگ نروژی (به نروژی: Store norske leksikon) به‌طور خلاصه SNL، یک دانشنامه آنلاین به زبان نروژی است.